# Connection Machine

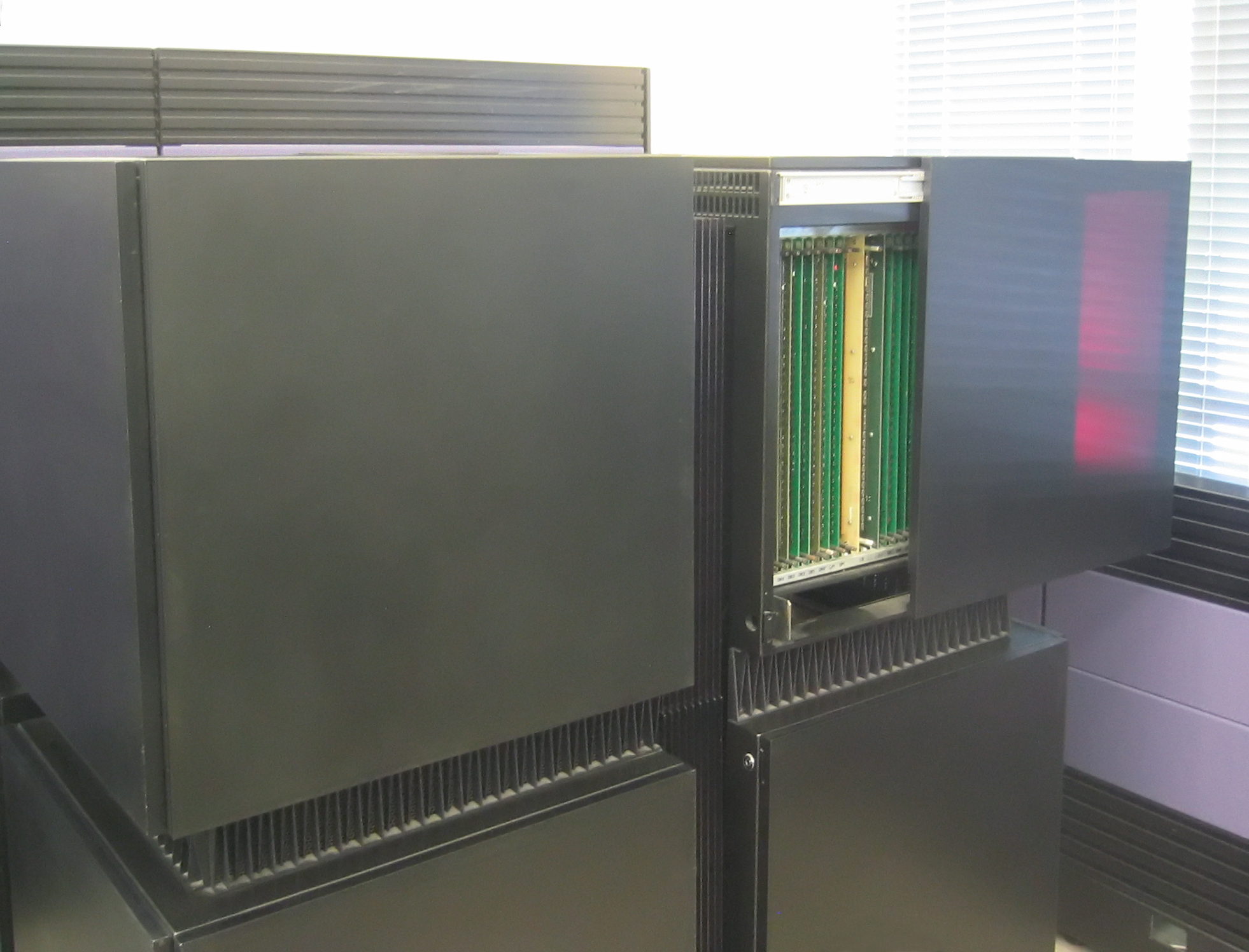
Thinking Machines CM-2 på datormuseet i San Jose.

Connection Machine var en serie massivt parallella superdatorer från Thinking Machines Corporation. Den första tillverkades 1983 och innehöll 65 536 processorer. Connection Machine baserades på forskning som bedrevs av Danny Hillis vid Massachusetts Institute of Technology (MIT) under tidigt 1980-tal. Som mest fanns det cirka 70 exemplar av Connection Machine på marknaden. Ett av exemplaren köptes in av Parallelldatorcentrum vid KTH och var deras första superdator. Det exemplaret kom att kallas för Bellman och ägs sedan 2009 av Tekniska museet.